# گروه موضوعی ویژه
یک گروه موضوعی ویژه، جمعیتی در سازمانی بزرگتر با علایق مشترک در پیشبرد یک حوزهٔ ویژهٔ دانش، فراگیری یا فناوری است که اعضا برای تأثیرگذاری یا ایجاد راه حل هابی درون موضوع ویژه‌شان همکاری می‌کنند و گهگاه در کنار ارتباطات علمی و بازدیدها، همایشهایی را سازماندهی می‌کنند. این اصطلاح نخستین بار در سال ۱۹۶۱ توسط انجمن ماشینهای رایانه‌ای که یک جامعهٔ دانشگاهی و فن‌محورانه است، مطرح شد. این گروه‌ها سپس در کامپ-سرو که یک فراهم کنندهٔ خدمات برخط است، به شکل گسترده بکارگرفته شد و در آنجا گروه‌های موضوعی ویژه برای پیشبرد و فعالیت در موضوعات ویژه بکار گرفته شدند. گروه‌های موضوعی ویژه به دو ردهٔ گروه‌های موضوعی ویژه فنی و غیر فنی تقسیم‌بندی می‌شوند.